# Счастливые дни (телесериал)
«Счастли́вые дни» (англ. Happy Days) — американский комедийный телесериал, выходивший на телеканале ABC с 15 января 1974 по 24 сентября 1984 года. За это время было снято 11 сезонов, включающих в себя 255 эпизодов.

## История
Сериал был создан Гарри Маршаллом, и представлял собой идеализированный взгляд на жизнь Америки с середины 1950-х до середины 1960-х годов.
Хотя сериал запускался как замена в середине сезона, в конечном счете он достиг широкого успеха и породил целую плеяду спин-оффов, самыми успешными из которых стали «Лаверна и Ширли» и «Морк и Минди». Happy Days на протяжении большей части своей истории был успешен в рейтингах. В сезоне 1976—1977 он достиг верхней строчки в рейтинговой таблице года. Кроме того, сериал выиграл ряд наград, включая три премии «Золотой глобус» и одну премию «Эмми».
Сцена из эпизода пятого сезона «Hollywood: Part 3», в которой персонаж Фонзи перепрыгивает через акулу на водных лыжах, стала основой для метафоры «Прыжок через акулу», означающей нелогичные или слишком радикальные повороты сюжета, использующиеся для привлечения внимания зрителей после прохождения сериалом пика успешности.
Также заставка сериала была использована в фильме «Марсианин»

## Сюжет
Действие сериала было сосредоточено на Среднем Западе, в городе Милуоки, штат Висконсин. В центре сюжета находился подросток Ричи Каннингем (Рон Ховард) и его семья: отец Ховард (Том Босли), которому принадлежит хозяйственный магазин; его мать, классическая домохозяйка Мэрион (Мэрион Росс) и т. д.

## Актёры
- Том Босли — Ховард Каннингем
- Генри Уинклер — Артур «Фонзи» Фонзарелли
- Мэрион Росс — Мэрион Каннингем
- Эрин Моран — Джони Каннингем
- Энсон Уильямс — Уоррен «Потси» Уэбер
- Рон Ховард — Ричи Каннингем
- Дон Мост — Ральф Мальф
- Эл Молинаро — Эл Делвеччио
- Скотт Байо — Чачи Аркола
- Линда Гудфренд — Лори Бет Аллен-Каннингем
- Кэти Силверс — Дженни Пиккало
- Тед Макгинли — Роджер Филлипс
- Линда Перл — Эшли Пфайстер
- Пэт Морита — Арнольд Такахаси